# 後藤宙美
後藤 宙美（ごとう ゆみ、1970年11月7日 - ）は、日本の元女優。本名は伊藤 宙美（いとう ゆみ）。
1980年代末より雑誌グラビア、映画、テレビ、オリジナルビデオなどで活躍。代表作に映画『櫻の園』（1990年）など。

## 主な出演作品
太字は主演。

### テレビドラマ
- 妻をめとらば（1989年[1]）
- さすらい刑事旅情編IV 第22話（1992年[1]）
- 炎立つ（1993年 - 1994年[1]）

### 映画
- 櫻の園（1990年、戸田麗子）
- バカヤロー!4 YOU! お前のことだよ 第一話「泊ったら最後」（1991年）
- オールナイトロング（1992年、江理）

### オリジナルビデオ
- Cまで待てないデイドリーム（1990年）
- けっこう仮面（1991年、高橋真弓）
- ほんとにあった怖い話「赤いイアリングの怪」（1991年、主演）
- あなたの知らない世界II（1991年）
- ハイヒールGANG（1991年）
- 新・ピンクのカーテン2（1992年）
- スウィート・スキャンダル 激射!!ソープランド講座（1992年）
- 君といつまでも（1995年、山口静美）